# دوريان غراي (مغني)
دوريان غراي (بالإنجليزية: Dorian Gray)‏ هو مغني بريطاني، ولد في 15 يونيو 1942 في غريفزند ‏ في المملكة المتحدة.